# أثر العرب في الحضارة الأوربية (كتاب)
أثر العرب في الحضارة الأوربية كتابٌ من تأليف عباس محمود العقاد عام 1946م. يدور الحديث في هذا الكتاب حول التفوق العلمي والأدبي لدى العرب سواء عن طريق ما اكتشفوه وابتدعوه هم أو عن طريق ما نقلوه من تراث الحضارات القديمة وكيف سبقوا الغرب في الكثير من العلوم وكيف استفاد الغرب من ذلك حيث يسرد العقاد كيف امتدَّ التأثير العربي فشمل مجالات الفن والعمارة والموسيقى، كما امتدَّ إلى الأدب وباقي العلوم حيث الحوار الحضاري هو موضوع الكتاب من منطلق تفاعل الثقافة العربية مع الثقافات الشرقية والثقافات الغربية وضع العقاد فصولًا عدة، إذ يتحدث كل فصل عن موضوع معين أثرث فيه العرب بالحضارة الأوروبية، وختم كتابه بأثر الحضارة الغربية الحديثة في الثقافة العربية.

## موضوع الكتاب
يمثل هذا الكتاب بحث شامل لكافة الآثار التي خلفت أو نقلت، عن العالم العربي والحضارة العربية والأسلامية للحضارة الاوربية وعلمائها ومؤسساتها ومتلقيها، لتصبح أشبه بالخليط المتكامل من حضارات مختلفة، مثلت علم واحد واسع فعنوان الكتاب يتحدث عن محتواه فقد كان الدور الأبرز والأساسي في ما وصل إليه الغرب الآن في أوروبا ما كانث لتظهر على شاكلتها التي هي عليها الآن لولا الشعلة التي أشعلها العرب، وأنارت بذلك ظلام أوروبا في العصور الوسطى كما أن العقاد قد قسم الحضارات إلى نوعين: إحداها أبدعت ولم تنقل (العرب) وأخرى لم تبدع ولكن نقلت (الغرب) 
يرصد هذا الكتاب تأثير الحضارة العربية في أوروبا من عدة جوانب ويرى في الشق الأول من الكتاب ان هذا الأثر في مختلف العلوم والمجالات الروحية والمادية حيث يبدا في العلوم علما بعد علم، ليذكر دور العرب فيه أو الحضارات السابقة على العرب، ثم يذكر كيف وصلت إلى الحضارة الغربية لاحقا منها العقائد السماوية والآداب والصناعات والطب والعلوم والفنون والمشاريع الناشئة من مجالات الحياة المتعددة بدأ العقاد كتابه بالحديث عن العرب وتسائل من هم فهو يرى ان العرب أمه أقدم من اسمها المعروف عنهم حاليا الآن ومن هؤلاء العرب القدامى نقل الاوروبيون الكثير من عقائدهم وآداب ومن حياتهم، وصناعات السلم والحرب، والطب والعلوم، الفنون والآداب نقلوا من هذا الكثير، وقد أورد العقاد نماذج لما نقلوه
اما الشق الآخر من الكتاب فجاء عن أثر أوروبا الاجتماعية، وبين تلك العلاقة بين الحضارة العربية والأخرى على أكمل وجه، وهى على ذلك نقطة في خضم «العقاد» الفكري.
أراد العقاد من خلال هذا الكتاب أن يعزز الفكرة القديمة القائلة بأن أصل وجود العلوم وإنتشارها هم العرب ويأكد ذلك من خلال أدلة وإثباتات
ينهي العقاد كتابه بالصفحة الأخيره بفكرتين الأولى كانت: أن الأمم الشرقية والغربية دائنه ومدينه، والثانية: أن الحضارات تتناقل بين الأمم الشرقية والغربية 
أخيراً إستشهد العقاد بقوله تعالى (و تلك الأيام نداولها بين الناس).
- من هم العرب

يبدأ الكاتب من تعريف العرب، من هم وأين بدأ ظهورهم، وقد قرر أن بدايتهم كانت منذ خمسة آلاف سنة، حيث كانت الجزيرة العربية خضراء، وهذا أتضح من كثرة أسماءالنبات في اللغة العربية رغم أن الجزيرة صحراء، والرأي الثاني الذي ذكره أن العرب بدءوا في بلاد ما بين النهرين، ورأي آخر يقول أنهم بدأوا من فلسطين الحالية على شواطئ البحر المتوسط الشرقية.
- العقائد السماوية القديمة

ابتدئ العقاد أولا بالعقائد السماوية القديمة ومدى تأثير شبه الجزيرة العربية على الحضارات القديمة: السومرية، الآشورية، البابلية، الكلدانية خاصة من مواقيت الإدلاج وأقطار القبة الزرقاء والتنجيم، بمدينة بابل معناها (باب الله) أو (باب إبل)، وقد أخذت عن الشامية العربية التي تتولد منها شتى الجذور والاشتقاقات للغات الأخرى، وقد أخذ الأوربيون تسمية أيام الأسبوع من أسماء الكواكب والواضعين لها أسلاف عرب كنعانيين، فأول كل يوم يبدأ من كوكب من هذه الكواكب، يوم الأحد ويعني يوم الشمس يوم الإثنين يعني يوم القمر الثلاثاء هو الإله ثيوز أي المريخ الأربعاء الإله ويدن أي عطارد الخميس ثور وهو المشتري الجمعة كوكب الزهرة العذراء فيونس الفاتنة السبت زحل ونجد هذه التصحيفات في الإنجليزية والفرنسية و عشتار هي عثتار في اليمنية القديمة والأوروبيون صحفوها وعقد مقارنة بين توحيد الشرق، وشرك الغرب خصوصا عند الرومان الذين حرفوا المسيحية الفكرة التي ركز عليها الكاتب هي أن العرب نقلوا وابدعوا، مثلهم مثل أي حضارة أخرى، ورفض نهائيا فكرة وجود حضارة تبدأ من الصفر.
- أداب الحياة والسلوك

وضع العقاد الفرع الثاني في أداب الحياة والسلوك وفيه أخذ الإغريق من العرب الأقدمين بعض الأخلاق وكذلك أخذ هؤلاء الأخيرين عنهم فالفلسفة الرواقية الهلنستية قد أسسها «زينون الرواقي» حيث ؤلد في قبرص الفينيقية اشترطت على «طالب الكمال» الخوض في باب الغيبيات العلم الطبيعي والأخلاق وأدركوا من خلالها وحدانية الله. ومسار الأخلاق المثلى وأيضاً ضبط النفس وتربية الإرادة واجتناب الشهوات.
- التدوين

حيث لا جديد في أسبقية الكتابة الهيروغلوفية وتأخر العرب بسبب نمطية المشافهة لديهم والشروع في التدوين متأخرين إلى غاية العصر العباسي ويرى العقاد أن الهنود أخذوا حروفهم من اليمن، وأن الإغريق أخذوها من عرب الشمال بفلسطين كذلك من حيث أصول اللغة يقف العقاد عند بعض الألفاظ بوصفها المفاتيح المعرفية فيقوم برحلة في تاريخ بعض الألفاظ التي يضرب بها المثل لتأصيل بعض المفاهيم بين الثقافات، حيث هناك كلمات في اللغة اللاتينية تعود أصولها إلى اللغة العربية، بعض الدراسات الحديثة الآن وصلت عدد تلك الكلمات زهاء 34 ألف كلمة في اللغة اللاتينية من أصل عربي.
- صناعات السلم والحرب

يرى العقاد ان الأسبقية في الملاحة كانت للكنعانيين (عرب قطنوا الشام) بسبب إستراتيجية البحر الأبيض المتوسط والمبادلات التجارية وأعانهم كثرة الأخشاب النافعة في أرض كنعان، ووجود فائض في المنتوجات، ووجود شاطئ تفضي إليه التجارة الآسيوية، وكما استفادوا من خطط هانيبال الحربية الذي هو قرطاجي من تونس وان الإغريق تتلمذوا على أسلاف سلالة شبه الجزيرة العربية.
- الطب

ثم جاء للطب والعلوم فذكر طب المصريين القدماء واستفادة الإغريق منه، أنه من طب العرب الجاهلية الذي امتزج بالكهانة، وبين وصايا الحارث بن كلدة الطبيب الجاهلي التي تدل على خبرة حسنة، وجاء بأمثلة من أطباء العرب أو المسلمين المشهورين عبر التاريخ وذكر كتبهم كما قدمت للعالم الكثير في مجالات الطب المختلفة فكانت كُتب الرازي وابن سينا هي المراجع المعتمدة لفترة طويلة بجامعات أوروبا وأنها درست في الجامعات الأوروبية. 
- الادب

يرى العقاد أن القصة الأوروبية تأثرت بفنون المقامة العربية ويرى إن دانتي ألغيرى عندما كتب الكوميديا الإلهية استفاد من حادثة الإسراء والمعراج في الإسلام وكتاب الفتوحات المكية لمحيي الدين بن العربي و كتاب الغفران لأبي العلاء المعري حيث يذكر الكاتب ثمالة الأوروبيون آنذاك بجمال اللغة العربية والشغف الذي يعتريهم لتعلمها، وتأثر كتابها بها من أمثال: بوكاتشيو، دانتي، بترارك (إيطاليين) ، تشوسر (إنجليزي) ،  ثيربانتس الإسباني صاحب رواية دون كيخوتي التي كتبها بالجزائر متأثرا بالفرسان العرب.
- الموسيقى

ثم جاء على الموسيقى وذكر هنا زرياب ومجيء الأوروبيين له للتعلم منه.
- الفلسفة

وفي مجال الفلسفة أيضا، حيث عاش الفلاسفة أمثال ابن رشد والغزالي وابن خلدون وغيرهم. كل هؤلاء الفلاسفةانتقلت أفكارهم إلى أوروبا ونقلت أوروبا إلى العصر الحديث الذي تعيشه الآن.
- الجغرافية

ثم جاء للجغرافية فذكر استفادة بطليموس من حضارتنا وذكر من علمائنا المشهورين في الجغرافية ونظرياتهم وآرائهم ولايفوت العقاد ذكره لرأي علماء الإسلام في كروية الأرض، فقد قرر كبار العلماء أن الأرض كروية، مثل ابن حزم. والادريسي وأبو الريحان البيروني وغيرهم وكان لهم الفضل في تعدیل دوائر العرض و خطوط الطول، واكتشاف الأماكن الجديدة كرحلات البيروني إلى آسيا الشرقية.
- الفنون الجميلة

ويرى العقاد ان الفرق بين العرب والأوروبيين في تطور النحت والتصوير، إنّما هو فرق بين تخطيط المسجد وتخطيط الكنيسة كما توحيه العقيدتان حيث يذهب الكاتب من خلال هذا الباب إلى أن القصور والعمارة الإسلامية المشيدة كانت ذات طابع خاص بها فالمربعات المتداخلة تشير إلى الكعبة، وقد استعانت العرب ببناؤون من (الأرمن والأقباط) ويذكر العقاد انه شاع في عهد الملكة إليزابيث اسم النقوش العربية، حتى أنه كان في إحدى كنائس فلورنسا صورة للعذراء محاطة بعبارات عربية، وصليب منقوش عليه آيات قرآنية ويرى العقاد ان هناك تأثر أوروبي بفن العمارة الشرقية وبراعة العرب بالنقوش والزخارف وقد ذكر أسبابا لعدم توجه العرب للرسم والنحت.
- أثر أوروبا الحديثة في النهضة العربية

في القسم الآخر من الكتاب يتحدث فيه العقاد عما نقله العرب الآن عن الغربيين، فيما نقلوه من مفاهيم الوطنية الحديثة، وبعض الاثر في العادات والاخلاق، كما نقلت الحكومة البرلمانية، والأدب والفن والصحافة الحديثة.

## مقتطفات من الكتاب
- كان في قرطبة وحدها دكان نسخ واحد، يستخدم مائة وسبعين جارية في نقل المؤلفات
- ينقل العقاد عن الرحالة ابن جبير ان الحرب بين المسلمين بقيادة صلاح الدين والنصارى لم يقطع العلاقات التجارية بينهم حتى يقول: والاتفاق بينهم على الاعتدال في جميع الأحوال وأهل الحرب مشتغلون بحربهم والناس في عافية والدنيا لمن غلب[7]
- فان الولع بكل جديد كالولع بكل قديم، دليل على نقص التمييز وعلى اتباع يخلو من الابتداع
- یری العقاد ان دعم أوروبا لحركات التحرر القومية العربية في مصر والشام هي من باب تعزيز العروبة والتهيئة للانفصال عن الأتراك والعثمانيين
- التشبه بالأمم الغالبة في عاداتها ومظاهر معيشتها هو نفسه العادات الأصيلة في طبائع الناس
- الحق ان الحضارة الأوربية زودت الفساد بمسحة من الطرافة تستهوي النظر وتنفي عنه الشين الذميم الذي كان يصل اصحاب المروءات فاستباحه من لم يستبحه قبل ذلك[8]

## آراء النقاد
يرى بعض النقاد ان هذا الكتاب من الكتب التي تعيد للإنسان العربي توازنه الحضاري، وموقعه الثقافي الحقيقي في تاريخ البشرية بعد أن حاول ويحاول كثيرون تشويه سمعته بأنه لا يصلح لشيء من شأن الحضارة. كعادة العقاد في طرحه الحازم والجازم يفخر بإنجازات العرب قديما وتاثيرها على أوروبا في بداية العصر الحديث ويرى النقاد ان العقاد عاش في فترة 1889 - 1964 ، حيث أن نشأته كانت في زمن كانت فيه الأمة ذات الأرث الكبير بحالة يرثى لها، تحت يد الإحتلال والاستعمار و نكبة، ولأن العقاد بشخصيته العنيدة وشجاعته الفكرية رفض الهزيمة الذاتية والشعور بالدونية تجاه الغرب المتطور، وأراد أن يذكر بحال ربما تم نسيانه، وبحضارة وإرث علمي يتم تجاهل فضله جحودا ونسب الفضل الذي فيه أوروبا الآن وإن الإحتكاك بالشرق ساهم بشكل عظيم بالنهضة الأوربية، إن كان عن طريق الأندلس أو عن طريق الحروب الصليبية أو عن طريق التجارة.